# Lockheed C-121 Constellation
Il Lockheed C-121 Constellation era un quadrimotore da trasporto militare ad ala bassa, conversione degli originari Lockheed L-749 Constellation e Lockheed L-1049 Super Constellation da trasporto passeggeri di linea, prodotto dall'azienda statunitense Lockheed Corporation negli anni cinquanta ed impiegato principalmente nei reparti da trasporto tattico di United States Air Force ed United States Navy.
Realizzato in numerose varianti, destinate oltre che al trasporto di personale, materiali e mezzi anche come laboratori volanti e trasporto VIP, costituì la base di sviluppo dell'EC-121 Warning Star, aereo AEW per la guerra elettronica.
Dopo la sua radiazione da USAF ed US Navy alcuni esemplari vennero acquistati da compagnie aeree minori dove rimasero in servizio fino al 1993.

## Storia

### Sviluppo
Nella metà degli anni quaranta la Lockheed Corporation avviò lo sviluppo di una versione destinata al mercato militare del Constellation ma inizialmente l'operazione non ebbe il successo sperato. I problemi riscontrati furono da imputare principalmente in gran parte alla scelta della motorizzazione, i radiali Wright R-3350. Dopo il termine della seconda guerra mondiale, i pochi Constellation costruiti come dotazione militare (designati C-69) vennero riconvertiti dalla Lockheed allo standard L-049 e reintrodotti nel mercato dell'aviazione civile.
Nel 1947 venne presentata una nuova variante, identificata come L-749, sviluppo destinato ad aumentare l'economicità di servizio del modello originale e che garantiva, grazie all'installazione di serbatoi aggiuntivi all'interno delle semiali e ad all'adozione di una versione da un più vantaggioso consumo specifico dell'R-3350, un sensibile aumento dell'autonomia. Tuttavia, in quello stesso anno, la minore richiesta di materiale bellico costrinse la Lockheed  a licenziare 1 200 lavoratori e l'anno seguente, il 1948, la produzione del L-749 era vicina all'interruzione. Fu allora che la United States Air Force emise un contratto di fornitura in cui si richiedeva alla Lockheed la conversione ad uso militare di dieci L-749A, velivolo identificato in base alle convenzioni di designazione militare C-121A. Anche la United States Navy, la marina militare degli Stati Uniti, aveva stipulato un ordine per due versioni AWACS del L-749A designato il PO-1W (in seguito ridesignato WV-1). Vale la pena di menzionare che il primo L-749A uscito dalla linea di produzione era una versione militare destinata alle forze armate statunitensi.
La versione C-121A differiva dal L-749 solamente per l'adozione di un piano di carico rinforzato e di un portellone posteriore per le operazioni di carico e scarico. Sebbene il modello fosse stato originariamente concepito per il solo trasporto materiali il modello avviato alla produzione in serie era dotato di una sezione con 44 posti a sedere destinati al personale militare. L'equipaggio standard era costituito da cinque membri ai quali si aggiungevano altri quattro sempre a disposizione per un'eventuale sostituzione d'emergenza. Tutti i C-121A vennero assegnati alla divisione atlantica del Military Air Transport Service (servizio militare di trasporto aereo) venendo impiegati operativamente dal giugno 1948 nel ponte aereo per Berlino. Il C-121A venne inoltre impiegato come velivolo personale sia da Dwight Eisenhower che dal generale Douglas MacArthur. Nel 1950, sei dei C-121A Constellation vennero modificati come aereo da trasporto VIP e ridesignati VC-121A. L'ultimo C-121A venne ritirato dal servizio nel 1968.
Nell'agosto 1950, la US Navy emise un ordine per undici esemplari "combi", in grado sia di trasportare merci che passeggeri, del L-1049B Super Constellation, versione "allungata" che la marina aveva già ordinato come piattaforma per il suo WV-2 AWACS. Questi velivoli, identificati originariamente come R7O, pur se ordinati successivamente vennero consegnati prima dei WV-2 a causa della minore complessità costruttiva. L'R7O (in seguito ridesignato R7V-1) venne portato in volo per la prima volta solo nel 1952. L'R7V-1 era in grado di essere configurato in un trasporto passeggeri da 97-107 posti o in un trasporto merci in sole due ore. Tuttavia per ragioni di sicurezza la Marina ha ridotto il numero di posti disponibili per creare lo spazio necessario al carico di zattere di salvataggio sui voli transoceanici. In alternativa era prevista la conversione per operazioni MEDEVAC con posto per 73 barelle.
Il R7V-1 venne utilizzato in servizio sia sull'Oceano Atlantico che sul Pacific negli squadron VR-1 (il primo reparto di trasporto aereo istituito nella US Navy), VR-7 e VR-8. Due R7V-1 vennero modificati per consentire missioni di collegamento e rifornimento verso le basi sul suolo antartico effettuando nel contempo test di volo e missioni di osservazione aerea. Uno dei due rimase gravemente danneggiato in fase di atterraggio nel 1970, dove rimane tuttora visibile sul luogo dello schianto, mentre il secondo venne ritirato dal servizio nel 1971. Nel 1962, trentadue dei cinquanta R7V-1 in servizio nella US Navy vennero trasferiti all'USAF dove vennero ridesignati C-121G. I diciotto rimasti in servizio nella US Navy vennero ridesignati C-121J. Un C-121J venne in seguito utilizzato dalla pattuglia acrobatica Blue Angels fino alla sua sostituzione avvenuta nel 1971 con un C-130 Hercules.

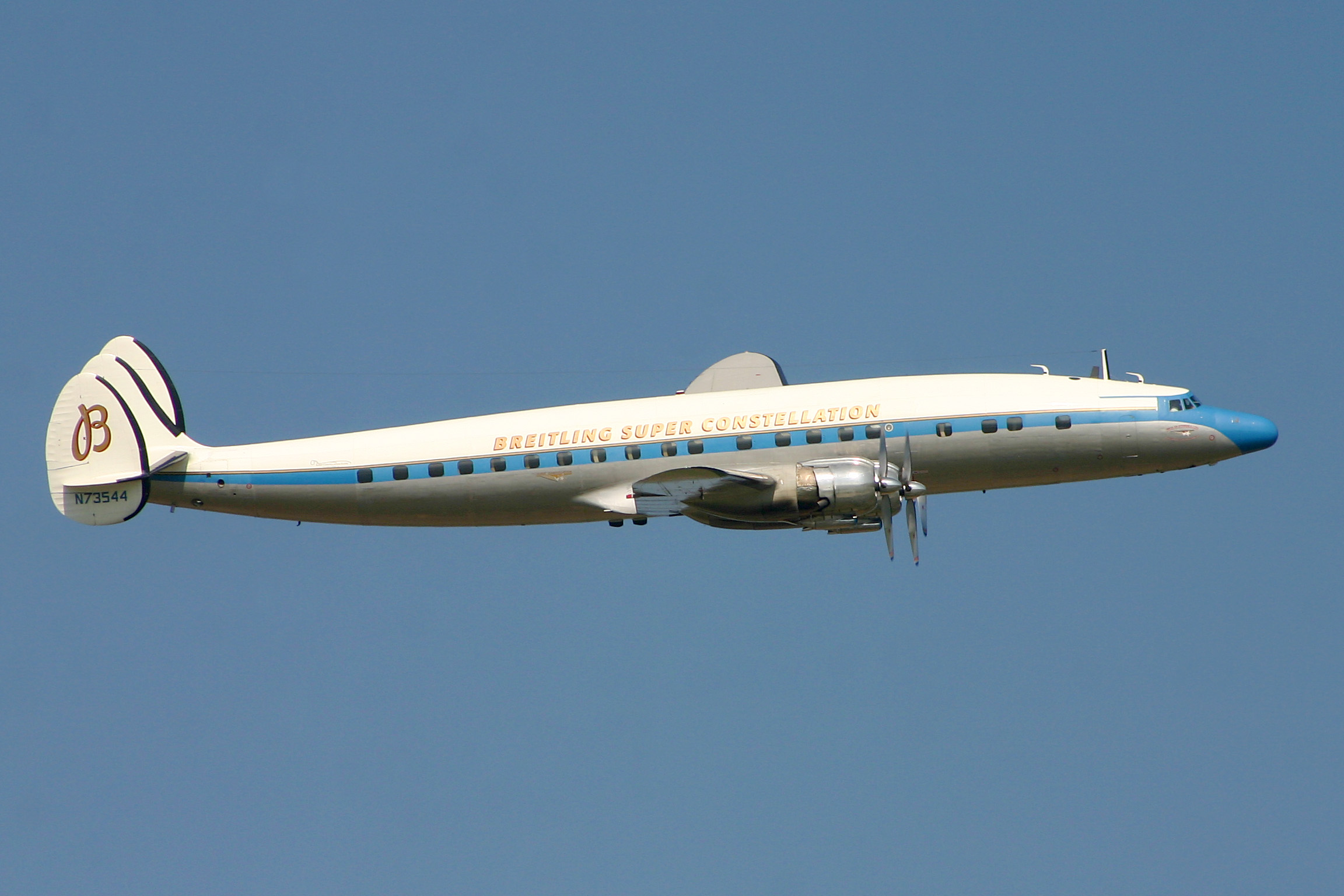
Il C-121C di proprietà dell'associazione svizzera Super Constellation Flyers Association.

Nal 1951 anche l'USAF emise un ordine per 33 L-1049F Super Constellation che ridesignò C-121C. Questa versione, sostanzialmente simile al R7V-1, suo equivalente US Navy, se ne distingueva per l'adozione di oblò quadrati al posto di quelli rotondi. La struttura del C-121C inoltre era stata rinforzata rispetto alle precedenti versioni in previsione della possibile adozione di una motorizzazione turboelica. Il C-121C era inoltre caratterizzato dall'adozione di quattro motori  R-3350 dotati di un Auxiliary Power Unit Turbo-compound e dalla possibilità di trasportare 75 passeggeri, 72 soldati completamente equipaggiati e 47 barelle. I sedili potevano essere collocati sotto il piano di carico del velivolo quando questo era utilizzato come cargo. Il C-121C venne portato in volo per la prima volta nel 1955 e le consegne iniziarono nell'agosto dello stesso anno, assegnati alla MATS Atlantic division. Il modello venne in seguito trasferito alla Air National Guard rimanendo in servizio fino al 1973. Quattro di questi vennero poi convertiti allo standard VC-121C da trasporto VIP, sei nel EC-121S, uno studio televisivo e radiofonico volante, due trasformati nel EC-121C Microwave Airborne Radio Communications (MARCOM) ed uno nel DC-121C da osservazione.
Al termine del loro servizio militare alcuni C-121 e R7V-1 vennero acquistati da compagnie aeree ed utilizzati come aereo cargo. L'ultimo operatore fu una compagnia cargo della Repubblica Dominicana che operava su Miami con Constellation surplus ex militari provenienti dalla Davis-Monthan Air Force Base. I voli terminarono nel 1993 dopo che la Federal Aviation Administration vietò a queste compagnie di operare nei cieli statunitensi per motivi di sicurezza. Due ex C-121 sono ancora in condizioni di volo, utilizzati da associazioni private con il fine di preservare velivoli di importanza storica, l'australiana Historical Aircraft Restoration Society e la svizzera Super Constellation Flyers Association.

## Varianti
Per altre varianti, vedi Lockheed EC-121 Warning Star e Lista delle versioni del Lockheed Constellation.

### USAF

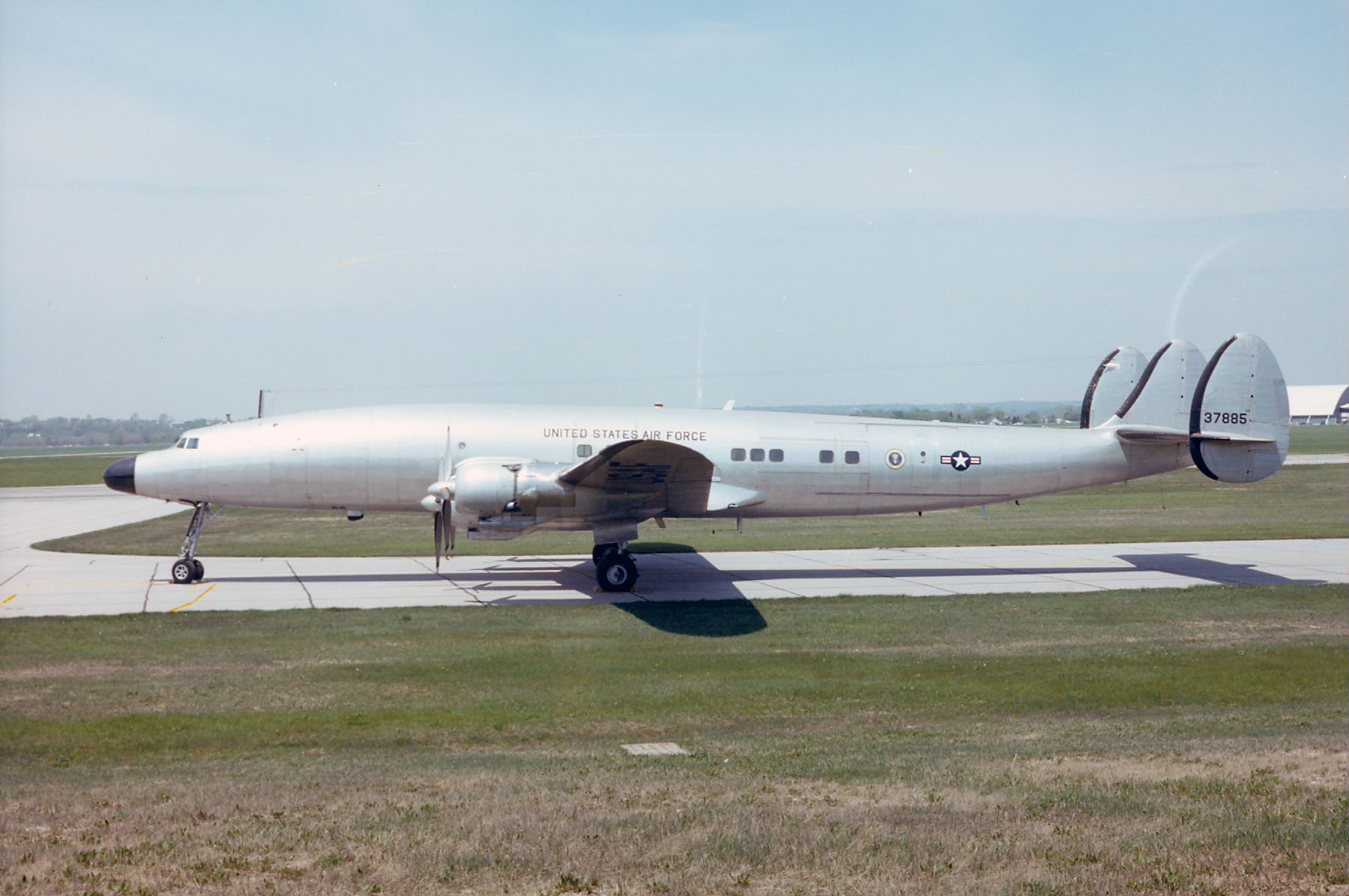
Il VC-121E (chiamato "Columbine III"), velivolo personale del Presidente Dwight Eisenhower, considerato il primo Air Force One.

C-121A
versione iniziale basata sul L-749 Constellation, realizzata in nove esemplari.
VC-121A
designazione dei sei C-121A convertiti in trasporto VIP, originariamente identificati come PC-121A.
VC-121B
versione simile al VC-121A tranne che nell'accesso alla sezione passeggeri, con il portellone cargo sostituito da un portello d'ingresso passeggeri, realizzata in un esemplare.
C-121C
versione iniziale basata sul L-1049 Super Constellation, realizzata in 33 esemplari.
VC-121C
conversione trasporto VIP basata sui C-121C, realizzata in quattro esemplari.
YC-121F
designazione assegnata a due L-1249A equipaggiati con motori turboelica Pratt & Whitney T34.
C-121G
ridesignazione di 32 R7V-1 da trasporto ex US Navy acquisiti dall'USAF.
TC-121G
designazione di tre C-121G convertiti in addestratori per la formazione degli equipaggi destinati agli aerei AWACS.
VC-121G
designazione di un C-121G convertito in trasporto VIP.

### US Navy
R7V-1
designazione della prima versione US Navy basata sul L-1049 Super Constellation, realizzata in 50 esemplari.
R7V-1P
designazione di un R7V-1 modificato per il servizio nell'Antartico.
R7V-2
designazione di una versione simile al YC-121F, identificata anche come L-1249A, realizzata in due esemplari.
C-121J
ridesignazione dovuta alla riorganizzazione del sistema di convenzione unificato dei diciotto R7V-2 ancora in servizio.
TC-121J
conversione banco prova volante per sistemi elettronici, realizzato in un esemplare.
NC-121J
designazione di due C-121J convertiti in studio televisivo volante usati in Vietnam.
VC-121J
designazione di quattro C-121J convertiti in trasporto VIP, uno di questi utilizzato dal personale della pattuglia acrobatica Blue Angels.

## Utilizzatori

### Militari
Stati Uniti
- United States Air Force
- United States Navy